# Uwanja wa Ndege
Uwanja wa Ndege è una circoscrizione mista (rural ward) della Tanzania situata nel distretto di Serengeti, regione del Mara. Conta una popolazione di 24 573 abitanti (censimento 2012).